# بيلي إروين
بيلي إروين (بالإنجليزية: Billy Irwin)‏ هو لاعب كرة قدم أسترالية أسترالي، ولد في 14 أكتوبر 1884 في Footscray, Victoria ‏ في أستراليا، وتوفي في 17 أكتوبر 1946 في North Adelaide ‏ في أستراليا.

## وصلات خارجية
- بيلي إروين على موقع AustralianFootball.com (الإنجليزية)
- بيلي إروين على موقع AFLtables.com (الإنجليزية)